# Кемерон Маккензі-Макгарг
Кемерон Маккензі-Макгарг  (англ. Cameron McKenzie-McHarg, 17 квітня 1980) — австралійський веслувальник, олімпійський медаліст.
Призер чемпіонату світу.

## Виступи на Олімпіадах
| Олімпіада  | Дисципліна                        | Місце |
| ---------- | --------------------------------- | ----- |
| Пекін 2008 | четвірка розстібна без стернового | 2     |